# 오마 둠
오마 둠(Omar Doom, 1976년 6월 29일 ~ )은 미국의 배우, 음악가, 영화배우, 가수이다.
이스턴에서 태어났다.

## 영화
- 바스터즈: 거친 녀석들 (2009년) - 일병. 오마 울머 역
- 데쓰 프루프 (2007년) - 네이트 역
- 그라인드하우스 (2007년) - segment Death Proof-네이트 역